# Periaptodes paratestator
Periaptodes paratestator là một loài bọ cánh cứng trong họ Cerambycidae.